# Industrial and Commercial Bank of China
Industrial and Commercial Bank of China Ltd. (ICBC) (HKEX: 1398, SSE: 601398) er en kinesisk bank. Den var i 2012 verdens største bank målt på aktiver og den var i 2007 verdens mest profitable bank. Banken er en af Kinas fire store statsejede banker (de øvrige tre er Bank of China, Agricultural Bank of China og China Construction Bank).
ICBC blev grundlagt som virksomhed 1. januar 1984. Pr. marts 2010 havde banken aktiver for 12,55 mia. RMB (US $ 1.900 mia.) og over 18.000 afdelinger inklusive 106 udenlandske afdelinger. I 2011 var den rangeret som nr. 7 på Forbes Global 2000 liste over verdens største børsnoterede virksomheder.

## Historie

### 2005
Bankens Hongkong operationer er noteret under navnet ICBC Asia. Den har opkøbt HongKongvirksomheden Fortis Banks datterselskab og markedsført det under sit eget navn siden 10. otober 2005.

### 2006
Under forberedelserne til koncernens børsnotering tilførte tre "strategiske investorer" 3,7 mia. US $ til ICBC :
- Goldman Sachs opkøbte 5,75 % for 2,6 mia.US $, den største sum Goldman Sachs nogensinde har investeret.[6]
- Dresdner Bank (et 100 % ejet datterselskab til Commerzbank) investerede 1 mia. US$.[7]
- American Express investerede 200 mio. US$.[7]

#### Verdens største børsnotering
ICBC blev på samme tid børsnoteret på Hong Kong Stock Exchange og Shanghai Stock Exchange den 27. oktober 2006. Det var på daværende tidspunkt verdens største børsnotering til en værdi af 21,9 mia. US$, som dermed overgik den tidligere rekord som var det japanske teleselskab NTT DoCoMos børsnotering i 1998 til en værdi af 18,4 mia. US$. I 2010 slog Agricultural Bank of China ICBCs rekord, da den rejste 22,1 mia. US $ i børskapital.

### 2008
I august 2008 blev ICBC den anden kinesiske bank siden 1991 som fik tilladelse til at etablere en afdeling i New York.

## Koncernfakta
Anno 2006 havde ICBC 2,5 mio. virksomhedskunder og 150 mio. individuelle kunder.

### Lån fordelt på branche
I millioner kinesiske RMB (Yuan) i 2005:
- Fremstilingsindustri: 662,376, 20,1 % (28,7 % i 2004)
- Transport, lager, distribution & telekommunikation: 367.371, 11,2 % (10,2 % i 2004)
- Elektricitet, gas og vand: 281.179, 8,6 % (7,0 % i 2004)
- Detail, engros og catering: 265.906, 8,1 % (6,9 % i 2004)
- Ejendomsinvestering: 194.024, 5,9 %, (5,6 % i 2004)
- Sociale serviceorganisationer: 103.070, 3,1 %, (3,2 % i 2004)
- Byggeri: 89.666, 2,7 %, (2,1 % i 2004)
- Øvrige brancher: 313.804, 9,5 %, (12,1 % i 2004)
- Diskonterede regninger: 392.717, 11,9 %, (8,4 % i 2004)
- Personlige lån: 515.042, 15,7 %, (13,1 % i 2004)
- Udenrigsforretninger:104.398, 3,2 %, (2,7 % i 2004)

Total: 3.289.553

#### Lånesikkerhed
- Sikret i fast ejendom: 34,1 %
- Sikret af andre sikkerheder: 22,1 %
- Garanterede lån: 23,3 %
- Usikrede lån: 20,5 %